# Робінзон на Місяці
Робінзо́н на Мі́сяці також відомий як Пригоди містера Кіма (кор. 김씨 표류기) — південнокорейський романтично-комедійний фільм 2009 року.

## Сюжет
Заборгувавши величезні кошти, чоловік, якого звати Кім Сон Гин, вирішив накласти на себе руки стрибнувши з мосту в середмісті Сеула. Опинившись у воді, він знепритомнів, але не потонув, а течія винесла його на острів посеред річки. Прийшовши до тями, Сон Гин з'ясував, що острів безлюдний, а до берега чимала відстань, тож ані докричатись до людей, ані доплисти він не зможе. Просушивши мобільник, він спробував зателефонувати в службу порятунку, але оператор сприйняв повідомлення як жарт. Колишня дівчина також не стала слухати Сон Гина й кинула трубку, незабаром телефон повністю розрядився. Вважаючи своє становище безвихідним, Сон Гин вирішив вдавитися на краватці, але здійснити задумане йому зашкодив приступ діареї. Змирившись зі своєю долею, він починає жити на острові. Харчуватися Сон Гин почав тим, що знаходив; їстівними грибами, яйцями птахів, а згодом навчився ловити рибу. Оселею йому слугував розбитий човен для прогулянок, побудований у вигляді величезної качки. Якось у смітті, що потрапило на острів, Сон Гин знайшов порожню пачку з під локшини швидкого приготування, в якій залишився маленький пакетик приправ. З того часу бажання з'їсти миску чачжанмьону стає його ідеєю фікс. Щоб роздобути необхідні для локшини інгредієнти, він вирішив розробити город, як насіння використовуючи послід птахів, розмірковуючи, що в ньому може зберегтися неперетравлене насіння злаків.
Дівчина, яку звати Кім Чон Йон, веде відлюдницький спосіб життя. Вона декілька років майже не виходить зі своєї кімнати яку перетворила на суцільне звалище. Своє лігво вона залишає тільки тоді, коли батьків немає вдома, і то лише щоб скористатись ванною кімнатою. Весь день вона присвячує роботі над сайтом, на якому веде блог, вдаючи з себе успішну людину. Щоб не атрофувалися м'язи, вона тричі на день робить тисячу кроків на місці, а єдиною її розвагою є фотографування Місяця професійною камерою з величезним об'єктивом. Вдень вона знімала лише двічі на рік, коли вулицю біля її будинку перекривали для проведення навчань з громадянської оборони. І ось саме в такий день Чон Йон випадково направила камеру на острів у віддаленні, на якому побачила напис HELP на піску. З того часу вона втратила спокій, розмірковуючи ночами, хто ж залишив той напис. Невдовзі вона почала через об'єктив камери спостерігати за островом і його мешканцем. Незабаром спостереження за незнайомцем стало займати весь час дівчини. А відтак вона наважилася спробувати зв'язатися з Робінзоном, для чого глупої ночі покинула свою кімнату й вирушила на міст, що проходить над островом. З мосту вона жбурнула пляшку, в яку вклала папірець з посланням, і повернулась додому чекати відповіді.
Минає три місяці. Сон Гин продовжує свою робінзонаду, а Чон Йон все ще чекає відповіді, сподіваючись, що він таки знайде пляшку. І ось сталося диво. Прогулюючись своїм островом, Сон Гин випадково побачив пляшку, що застрягла в гілках. Струсивши її, він помічає щось всередині, і, зацікавившись, відкорковує пляшку. Діставши папірець, він з подивом бачить, що на аркуші білосніжного паперу формату А4, надруковане англійською єдине слово Привіт. А це значить, що хтось стежить за ним. Вирішивши, що цей хтось стежить з вікна одного з будинків за річкою, Сон Гин повернувся на берег, де на піску написав: «Як справи?» Діставши довгоочікувану відповідь, Чон Йон вночі знову вирушає на міст, щоб кинути чергову пляшку з посланням. Так починається листування Робінзона і Затворниці; вона щоночі кидає з мосту пляшку з посланням, а він пише відповідь на піску. Так би все і тривало далі, але якось до міста прийшов потужний тайфун, який змив город Сон Гина. На додачу міська влада відправила людей, щоб прибрали сміття, що залишилося на острові після тайфуну, і вони майже одразу помітили Сон Гина. Вирішивши, що він безпритульний, вони силоміць виселили його з острова, мотивуючи це тим, що острів — це заповідник для птахів, тож там перебувати заборонено. Втративши опору в житті, Сон Гин вирішив завершити задумане, стрибнувши з даху будинку 63. Чон Йон через об'єктив бачила всю трагедію, що спіткала Робінзона. Розуміючи, що вона його більше не побачить, дівчина забуває про все на світі, та як була розхристана й у брудному одязі, побігла доганяти свого Робінзона. Але чи встигне дівчина зупинити його від фатального кроку?

## Акторський склад

### Головні ролі
- Чон Че Йон[en] — у ролі Кім Сон Гина[4][5] . Самогубець який волею долі опинився на безлюдному острові Бамсом[en] на річці Хан.
- Чон Рьо Вон[en] — у ролі Кім Чон Йон[6][7]. Дівчина яка вже понад три роки не залишала власної оселі.

### Другорядні ролі
- Ян Мі Кьон[en] — у ролі матері Чон Йон. Змирившись з способом життя доньки, щодня залишає під її дверима їжу та питає чи ничого тій не потрібно, у відповідь отримує лише коротке СМС.
- Пак Йон Со — у ролі доставщика їжі. Одного разу отримав замовлення доставити чачжанмьон на безлюдний острів.
- Мін Кьон Чжін — у ролі консьєржа в будинку де живе Чон Йон.
- Чан Нам Йоль — у ролі водія автобуса.
- Чан Со Йон — у ролі Со Чжон. Колишня дівчина Сон Гина.

## Нагороди
| Рік  | Нагорода                                    | Категорія                                                   | Отримувач            | Результат | Примітки |
| ---- | ------------------------------------------- | ----------------------------------------------------------- | -------------------- | --------- | -------- |
| 2009 | 29-й Гавайський міжнародний кінофестиваль   | Нагорода NETPAC                                             | «Робінзон на Місяці» | Перемога  | [ 8 ]    |
| 2009 | 32-га Премія Золотий кінематограф           | Кращій актор                                                | Чон Че Йон           | Перемога  |          |
| 2010 | 12-й Удінський Далекосхідний кінофестиваль  | Приз глядацьких симпатій «Чорний дракон»                    | «Робінзон на Місяці» | Перемога  | [ 9 ]    |
| 2010 | 9-й Нью-Йоркський фестиваль азійського кіно | Приз глядацьких симпатій                                    | «Робінзон на Місяці» | Перемога  | [ 10 ]   |
| 2010 | 14-й Міжнародний кінофестиваль «Фантазія»   | Специальний приз журі                                       | «Робінзон на Місяці» | Перемога  | [ 11 ]   |
| 2010 | 14-й Міжнародний кінофестиваль «Фантазія»   | Приз глядацьких симпатій Найкращій азійський фільм (бронза) | «Робінзон на Місяці» | Перемога  | [ 11 ]   |